# Vues de Paris
Vues de Paris è un cortometraggio muto del 1907. Il nome del regista non viene riportato nei credit.

## Trama
Riprese di Place de la Bastille, Place de la République, Grands Boulevards, Place de l'Opera, Place de la Concorde, la Senna e il Metropolitan.

## Produzione
Il film fu prodotto dalla Pathé Frères.

## Distribuzione
Distribuito dalla Pathé Frères, il film - un cortometraggio di 100 metri - uscì nelle sale francesi nel 1907.